# Cantină

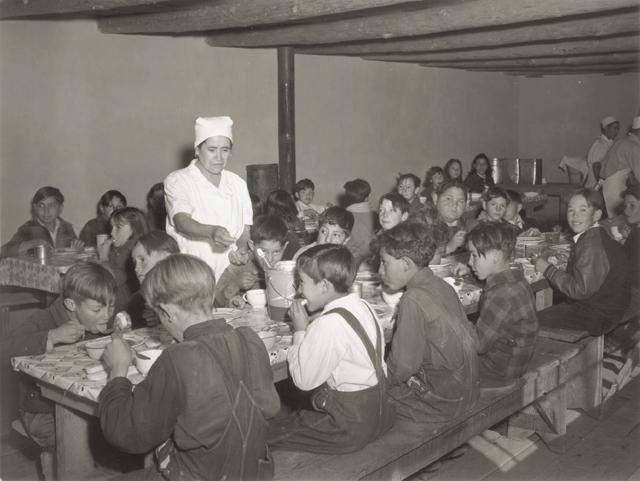
Cantină școlară.

O cantină este un local unde se servește masa salariaților dintr-o întreprindere, instituție, școală  sau pentru persoane defavorizate.
Cantinele dietetice oferă celor suferinzi o alimentație corespunzătoare indicațiilor medicale.